# Lacus Oblivionis
Lacus Oblivionis (Latijn voor: 'meer van de vergetelheid') is een maanzee. Het is een vlak gebied met laag albedo ten noorden van de maankrater Sniadecki op de achterkant van de Maan.
Lacus Oblivionis vormt samen met Lacus Luxuriae en Lacus Solitudinis drie meren op de achterkant van de Maan.

## Orbitale fotografie
Lacus Oblivionis werd gefotografeerd gedurende de missie van Apollo 17 in december 1972. Zie:
- Hasselblad camera foto's AS17-151-23191, AS17-151-23192, en AS17-151-23193.
- Itek camera foto's AS17-P-1628 / AS17-P-1633 (het oostelijke gedeelte van Lacus Oblivionis), AS17-P-1630 / AS17-P-1635 (het westelijke gedeelte van Lacus Oblivionis).
- Fairchild camera foto AS17-M-0328 (zonsondergang omstreeks Lacus Oblivionis).